# پسرها (ترانه چارلی ایکس‌سی‌ایکس)
«پسرها» (به انگلیسی: Boys) تک‌آهنگی از خوانندهٔ بریتانیایی چارلی ایکس‌سی‌ایکس می‌باشد که در ۲۶ ژوئیهٔ سال ۲۰۱۷ از سوی اسایلم رکوردز و آتلانتیک رکوردز انگلیس منتشر گردید. در ابتدا این ترانه قرار بود دومین تک‌آهنگ از سومین آلبوم استودیویی وی باشد اما زمانی که این آلبوم برنامه‌ریزی شده بر روی اینترنت لو رفت و لغو شد، این ترانه به یک تک‌آهنگ مستقل تبدیل شد. در این ترانه از بازی ویدئویی برادران سوپر ماریو نینتندو نمونه برداشته شده‌است.

## پذیرش انتقادی
«پسرها» به‌طور کلی با نقدهای مثبتی مواجه شد. پیچفورک این آهنگ را 'بهترین آهنگ جدید' نامید که طی این بررسی انتقادی ایو بارلو نوشت «پسرها» «به‌طرز عجیبی ساده و غیر پیچیده» است و «یادمان می‌اندازد که [چارلی ایکس‌سی‌ایکس] یکی از بهترین افراد است که می‌داند که چطور خوش بگذرانیم؛ در «پسرها» ایکس‌سی‌ایکس  اندازهٔ درست کردن چیزی بین ناهار و شام زحمت خرج داده‌است». این قطعه در فهرست بهترین ترانه‌های سال چندین مجله نیز قرار گرفت.

### رتبه‌بندی‌ها
| نشریه              | سال  | جایگاه                                        | رتبه | م.     |
| ------------------ | ---- | --------------------------------------------- | ---- | ------ |
| بیلبورد            | ۲۰۱۷ | بهترین ترانه‌های ۲۰۱۷                          | ۳۵   | [ ۷ ]  |
| کلش                | ۲۰۲۲ | چارلی ایکس‌سی‌ایکس: ۱۷ تا از بهترین ترانه‌های وی | —    | [ ۸ ]  |
| کمپلکس             | ۲۰۱۷ | بهترین ترانه‌های ۲۰۱۷                          | ۴۲   | [ ۹ ]  |
| کانسیکوئنس آو سوند | ۲۰۲۲ | ۱۰ تا از بهترین ترانه‌های چارلی ایکس‌سی‌ایکس     | ۲    | [ ۱۰ ] |
| انترتینمنت ویکلی   | ۲۰۱۷ | بهترین ترانه‌های ۲۰۱۷                          | ۱۹   | [ ۱۱ ] |
| اسکوایر            | ۲۰۱۷ | ۵۰ تا از بهترین ترانه‌های ۲۰۱۷                 | —    | [ ۱۲ ] |
| د فیدر             | ۲۰۱۷ | ۱۰۱ تا از بهترین ترانه‌های ۲۰۱۷                | ۵۴   | [ ۱۳ ] |
| گاردین             | ۲۰۱۷ | ۱۰۰ ترانهٔ برتر ۲۰۱۷                           | ۲    | [ ۱۴ ] |
| لاین آو بست فیت    | ۲۰۱۷ | پنجاه تا از بهترین ترانه‌های ۲۰۱۷              | ۲    | [ ۱۵ ] |
| ان‌ام‌ئی             | ۲۰۱۷ | بهترین ترانه‌های سال ۲۰۱۷                      | ۲    | [ ۱۶ ] |
| وایس               | ۲۰۱۷ | ۱۰۰ تا از بهترین ترانه‌های ۲۰۱۷                | ۲۳   | [ ۱۷ ] |
| پیچفورک            | ۲۰۱۷ | ۱۰۰ تا از بهترین ترانه‌های ۲۰۱۷                | ۱۰   | [ ۳ ]  |
| پریتی ماچ امیزینگ  | ۲۰۱۷ | بهترین ترانه‌های ۲۰۱۷                          | ۱۸   | [ ۱۸ ] |
| رولینگ استون       | ۲۰۱۷ | ۵۰ تا از بهترین ترانه‌های ۲۰۱۷                 | ۲۳   | [ ۱۹ ] |

## موزیک ویدیو
موزیک ویدیوی «پسرها» در ۲۶ ژوئیهٔ سال ۲۰۱۷ منتشر شد. و توسط چارلی ایکس‌سی‌ایکس به‌همراهٔ سارا مک‌کولگان کارگردانی شد، تهیه‌کنندگی نیز در آوریل سال ۲۰۱۷ آغاز شده بود. موزیک ویدئوی «پسرها» با بازیگری تعداد زیادی چهره‌های مشهور مختلف در صنعت موسیقی، مد و رسانه‌های اجتماعی همراه است و در لندن و لس آنجلس فیلم‌برداری شده‌است. چارلی ایکس‌سی‌ایکس طی مصاحبه‌ای که با داشت می‌گفت هدف موزیک ویدئو این بود که «رنگ و روی جدیدی به معنی نگاه مردان دهد».

## فهرست نسخه‌ها
- دانلود دیجیتال[۲۱]

1. «پسرها» – 2:42

- دانلود دیجیتال[۲۲]

1. «پسرها» (آکوستیک) – ۲:۵۵

- دانلود دیجیتال[۲۳]

1. «پسرها» (ریمیکس کلدابنک) – ۳:۵۶

- دانلود دیجیتال[۲۴]

1. «پسرها» (ریمیکس درولو) – ۳:۳۶

- دانلود دیجیتال[۲۵]

1. «پسرها» (ریمیکس نوادا) – ۳:۰۸

- دانلود دیجیتال — آلبوم چندآهنگهٔ ریمکس[۲۶]

1. «پسرها» (ریمیکس درولو) – ۳:۳۶
2. «پسرها» (ریمیکس نوادا) – ۳:۰۸
3. «پسرها» (آکوستیک) – ۲:۵۵
4. «پسرها» (ریمیکس کلدابنک) – ۳:۵۶

## جدول‌ها
| چارت‌ها (۲۰۱۷)                                       | موقعیت مکانی |
| --------------------------------------------------- | ------------ |
| استرالیا (جدول‌های ای‌آرآی‌ای)                         | ۶۰           |
| بلژیک (آلتراتاپ فلاندرز)                            | ۱۶           |
| بلژیک (آلتراتاپ والونیا)                            | ۴            |
| کانادا (۱۰۰ آهنگ داغ کانادا)                        | ۶۰           |
| جمهوری چکسلواکی (فدراسیون بین‌المللی صنعت فونوگرافی) | ۴۱           |
| فرانسه (سندیکای ملی انتشارات صوتی‌تصویری)            | ۱۵۹          |
| ایرلند (انجمن صنعت ضبط ایرلند)                      | ۵۵           |
| هلند (مگا چارتز، سینگل تاپ)                         | ۲۴           |
| نیوزلند هیتسیکرز (انجمن صنعت ضبط نیوزیلند)          | ۱            |
| فیلیپین (۱۰۰ آهنگ داغ فیلیپین)                      | ۴۱           |
| اسکاتلند (آفیشال چارتز کمپانی)                      | ۲۶           |
| اسلواکی (فدراسیون بین‌المللی صنعت فونوگرافی)         | ۶۰           |
| سوئد هیتسیکرز (سویر جتوبلیستان)                     | ۱۷           |
| جدول تک آهنگ‌های بریتانیا (آفیشال چارتز کمپانی)      | ۳۱           |
| یو اس بولبینگ آندر هات ۱۰۰ سینگلز (بیلبورد)         | ۱۰           |